# Gascognare
Gascognare, invånare i Gascogne, är troligen ett ursprungligen baskiskt folk. (Gasc- är samma ordstam som bask-). De romaniserades under tidig medeltid och har fram till våra dagar talat en särpräglad, av baskiskan starkt påverkad, variant av occitanskan. I dag är de nästan helt förfranskade och språket är på väg att försvinna utom i den spanska Arandalen, där det är officiellt språk vid sidan av spanska och katalanska.